# Microstigma anomalum
Microstigma anomalum is een libellensoort uit de familie van de reuzenjuffers (Pseudostigmatidae), onderorde juffers (Zygoptera).
De wetenschappelijke naam van de soort is voor het eerst geldig gepubliceerd in 1842 door Rambur.